# Asilus sericeus
Asilus sericeus là một loài ruồi trong họ Asilidae. Asilus sericeus được Say miêu tả năm 1823.